# Atala (opera)
Atala je opera (žánru drame lyrique) o dvou dějstvích belgické skladatelky Juliette Folvilleové na libreto Paula Collina podle stejnojmenné romantické novely francouzského spisovatele Françoise Reného de Chateaubriand z roku 1801. Premiéra opery se konala 3. března 1892 ve Velkém divadle (Grand Théâtre) v Lille.

## Vznik, historie a charakteristika
Eugénie-Emilie-Juliette Folvilleová (1870–1946) byla belgická klavíristka a skladatelka. Již v roce 1879 debutovala jako pianistka v rodném Lutychu a komponovala rovněž od dětství. Začínala klavírními skladbami, ale již roku 1885 napsala svou první symfonickou suitu a v jedenadvaceti letech napsala svou první – a jedinou dokončenou – operu Atala na známý Chateaubriandův námět. Libreto jí napsal básník a libretista Paul Collin (1843–1915); toho její rodina potkala roku 1881 ve Spa a již tehdy jí básník věnoval obdivný sonet. Pro další hudební vzdělání Folvillové mělo velký význam seznámení s hraběnkou Louisou de Mercy-Argenteau, princeznou z Chimay (1837-1890), a jejím prostřednictvím s rusko-francouzským skladatelem Césarem Cuiem (1835–1918), s nímž udržovala do jeho smrti čilý osobní i dopisní styk. Ten jí byl radou nápomocen při kompozici Ataly, na které Folvillová začala pracovat roku 1889 (skladatelka mu naopak pomáhala s technickou prací na jeho opeře Le Flibustier).
Collinovo libreto je značně konzervativní. Vybírá z Chateaubriandovy jen dvě scény – zajetí a osvobození Šakty v táboře Muscogulů a přijetí a smrt Atala v osadě otce Aubryho. Překvapivé je vypuštění scény sblížení Ataly a Šakty v bouři na útěku (vyjádřené v opeře předehrou ke 2. dějství); libretista ji zřejmě neztvárnil z mravnostních důvodů s ohledem na mladičkou skladatelku. Naopak náboženský (především křesťanský) motiv je kladen do popředí. Ve vybraných částech Collin sleduje Chateaubrianda velmi věrně a poetickým jazykem – což mu vyneslo pochvalu kritiky – ale ztrácí na zajímavosti. Podle Fauve Bougardové, biografky Juliette Folvilleové, „jsou postavy již jen načrtnuty, zatímco libreto postrádá jevištní dění a občas se blíží jednotvárnosti“. Už některé dobové recenze si stěžovaly, že libretu chybí dramatický děj a přehlednost a že nedostatek děje a důraz kladený na náboženské obřady činí z opery spíše oratorium.

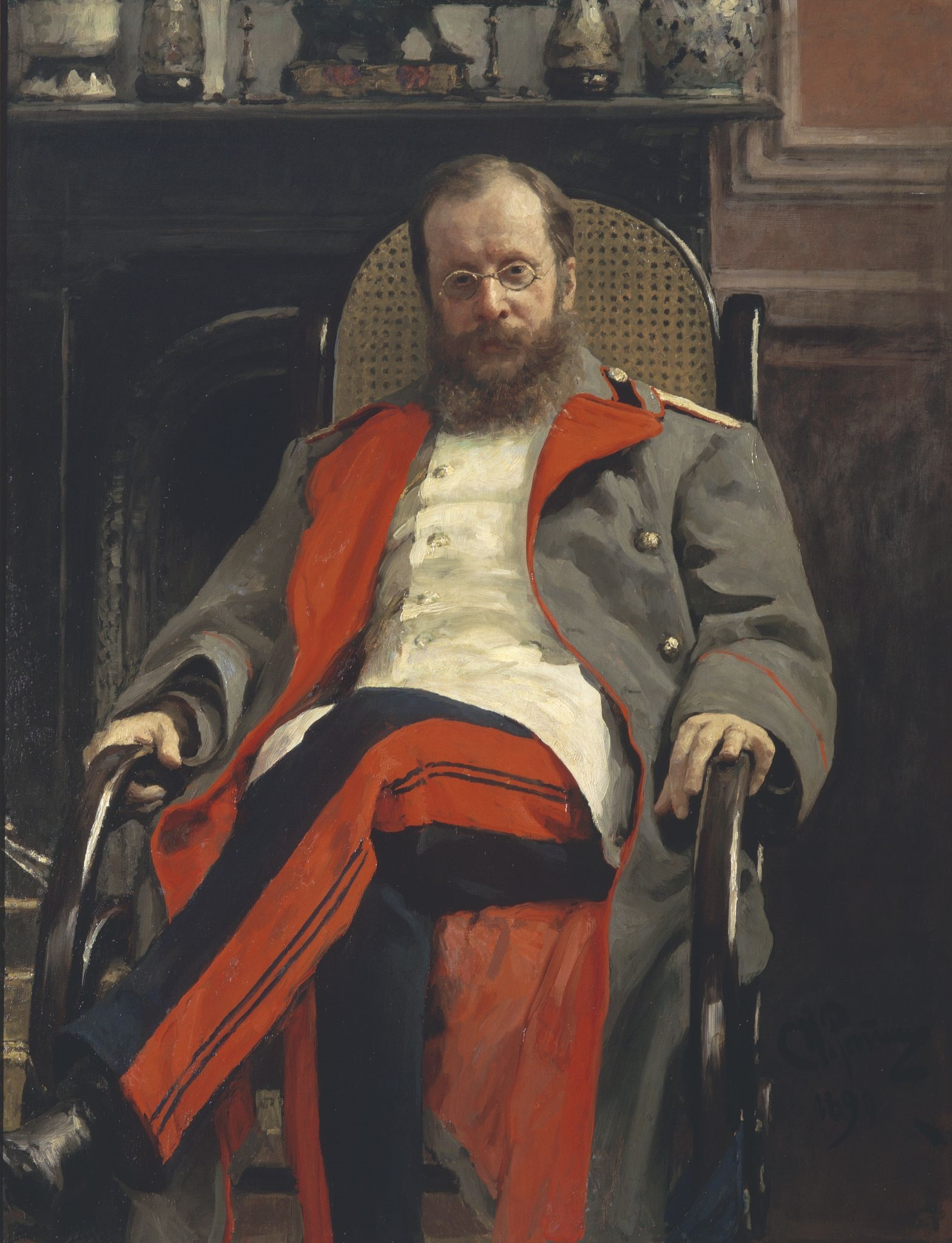
Portrét Césara Cuie od Ilji Repina (1890)

Co do libreta i hudby odpovídá Atala vlně exotismu konce 19. století s důrazem na lásku (komplikovanou etnickými či náboženskými rozdíly), náboženství a přírodu a s představením exotických „ras“. Podle Bougardové „libreto exotismus podtrhuje řadou konotačních pojmů (jména kmenů, postav, funkcí aj.), literárních topoi (hvězdná noc, poušť, žhnoucí slunce, tajuplný les, sen atd.) a dramatických nástrojů (rituály, tance aj.).“ Po hudební stránce tento exotismus vyjadřuje „obecnou, málo informovanou a především velmi konvenční představu o mimoevropských národech“. Folvilleová například doporučovala se pro scénickou dekoraci inspirovat Lakmé nebo Afričankou – pro operu odehrávající se v Severní Americe! – a pro její hudební dramaturgii významný nápěv „posvátného pochodu“ převzala z publikace indického muzikologa Sourindry Mohuna Thákura.
První akt Ataly byl dokončen již 9. května 1889; práce na druhém se protáhla, tisk ohlašoval dokončení celé opery již v září roku 1890, partitura však nese konečné datum listopad 1891. V roce 1891 už byly provedeny úryvky z této opery na různých koncertech, například v Antverpách, Tournai a Ostende, v říjnu 1891 pak bylo dohodnuto uvedení Ataly v městském divadle ve francouzském, ale Belgii blízkém Lille, a dohodnut i termín březen 1892, který byl dodržen. Divadlo nastudovalo operu mladé dívky zřejmě bez vysokých nákladů, z obsazení vynikl pouze tenorista Pierre Cornubert v roli Šakty, zastiňující Henriettu Barétyovou v titulní roli. Podle zpráv byla premiéra u obecenstva úspěšná, i když vznešené premiérové obecenstvo podle svého zvyku hlučně opouštělo sál ještě před koncem opery (proto také byla skladatelka – a současně dirigentka – na jeviště přivedena raději už po konci prvního jednání). Dopis neznámého odesílatele skladatelce popisoval reakce: „…Vaše hudba byla velmi oceňována a jedině Vy jste dosáhla hezkého úspěchu; libreto bylo shledáváno velmi monotónním či dokonce nudným a bylo jasně poznat, že mužské sbory a zejména orchestr nebyly dostatečně nazkoušeny…“
Rovněž kritický ohlas byl příznivý a Folvillová se snažila dílo rychle uplatnit na dalších scénách; podařilo se jí zajistit nastudování v Rouenu (Théâtre des Arts), známém progresivní dramaturgií. V něm si svou úlohu zopakoval Cornubert a Atalu zpívala Marie Allaryová. Premiéra se konala 11. ledna 1893 a následovaly čtyři reprízy. Zajímavý byl pojmový rozdíl v recenzích: zatímco zprávy po představení v Lille pochvalně konstatovaly, že Folvillová se nepouští do žádných novot a drží se tradičních forem číslové opery a nadvlády zpěvních hlasů, avšak postrádaly dostatečnou inspiraci, po uvedení v Rouenu o ní naopak tvrdili, že sleduje „moderní tendence“ a „pravidla nové školy“, hudba opery je nepřetržitá a rozdělení na čísla je u ní věcí neznámou, a chválili její invenci. Objektivně je Folvillové partitura strukturou spíše konzervativní, sleduje dělení na čísla a lze ji stylově přiřadit k žánru „drame lyrique“ ve stylu Léa Delibese nebo Julese Masseneta. Dobová kritika se k hudbě zřídka vyjadřovala konkrétněji. Recenzent Chronique artistique například vyzdvihl prostřední část 1. dějství, včetně zejména duetu Ataly a Šakty, jako nejlepší, zatímco ve druhém dějství podle něj inspirace pokulhávala. Zato Paul Delesques v Le Cloche d'argent chválil partituru celou, včetně závěrečného tercetu a orchestrálního závěru, považoval Atalu za „velmi významné dílo“ a předvídal Folvilleové „velkou hudební budoucnost“. O premiéře jedna z recenzí referovala, že se uskutečnila „před nečetným publikem“, zatímco jiná, že „před velmi četným publikem“…
Plány na uvedení v jiných městech včetně případně Paříže se neuskutečnily – včetně reálné možnosti použít Atalu k inauguraci velkého nového divadla v belgickém Verviers – a to ani po vydání klavírního výtahu v nakladatelství vdovy Murailleové roku 1894. Několikrát byly uvedeny koncertně pouze fragmenty z této opery, zejména v Belgii. Bezprostředně po uvedení Ataly v Lille začala Folvillová uvažovat na novém projektu, čtyřaktové historicko-romantické opeře Jean de Chimay na libreto Alfreda Billeta určené původně pro Cuie. V letech 1895 a 1896 byly koncertně uvedeny fragmenty i z této opery, ale Folvillová ji nedokončila a roku 1897 si Billet vyžádal libreto zpět. Až do konce života se pak již skladatelka hudebně-dramatické oblasti nevěnovala.

## Osoby a první obsazení
| osoba                                              | hlasový obor | premiéra – Lille (3. března 1892) | Rouen (11. ledna 1893) |
| -------------------------------------------------- | ------------ | --------------------------------- | ---------------------- |
| Atala                                              | soprán       | Henriette Baréty                  | Marie Allary           |
| Šakta (Chactas)                                    | tenor        | Pierre Cornubert                  | Pierre Cornubert       |
| Otec Aubry                                         | bas          | Degrave                           | Poitevin               |
| Simaghan, vrchní náčelník Muscogulů                | baryton      | Borie                             | Adolphe Corin          |
| Žonglér                                            | …            | Meynardier                        | Bernard                |
| Náčelník                                           | …            | …                                 | Rollin                 |
| Bojovníci a ženy kmene Muscogulů, pokřtění Indiáni |              |                                   |                        |
| Dirigent:                                          | Dirigent:    | Juliette Folville                 | Édouard Barwolff       |

## Děj opery

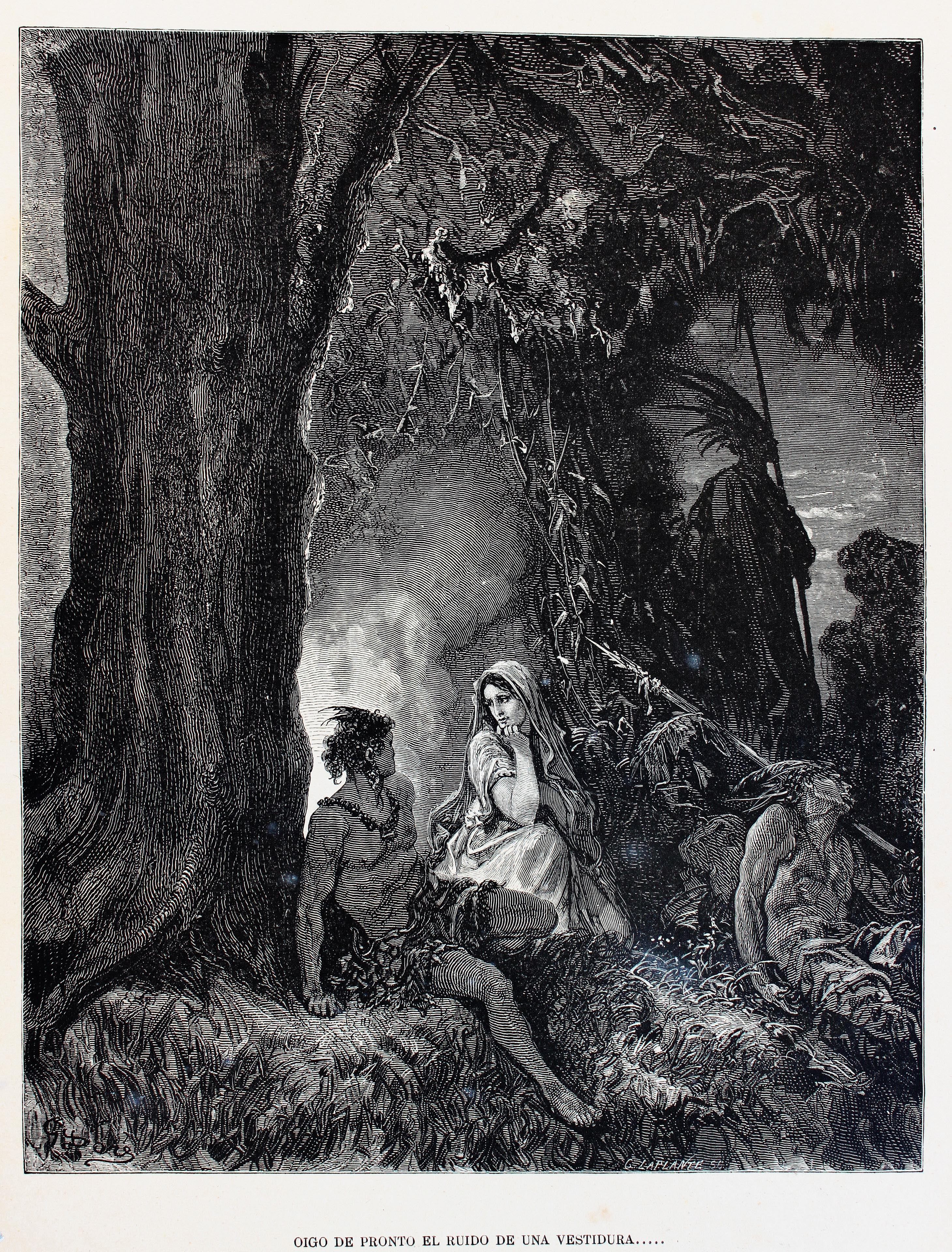
Atala a Šakta na rytině Gustava Doré.

Odehrává se v Louisianě v 18. století.

### 1. dějství
Tábořiště Muscogulů. Kmen Načezů byl právě poražen v krutém boji. Muscogulové oslavují vítězství válečnými zpěvy (sbor Victoire! honneur à deux de notre race). Šaktu, Ontalissiova syna a jednoho z mála přeživších, přivádějí dva muscogulští náčelníci a předvádějí vrchnímu náčelníkovi Simaghanovi (scéna Quel-es tu? – Votre esclave… Ils sont nombreux). Shromáždí se ženy a utěšují Šaktu, který je přivázán ke stromu (sbor žen Captif infortuné). O samotě si zajatec stěžuje na palčivou žízeň (árie Je reste seul). Objeví se Atala se džbánem svěží vody, dává mu napít a odváže ho, aby mohl utéci, ale Šakta odmítá, pokud nechce Atala uprchnout s ním. Atala váhá (duet Le cœur des femmes… Vois, le désert est libre). Zatím se vrací k poradě náčelník kmene, před ním žongléři a strážcové svatyně (zpěv žongléra se sborem Nous t'invoquons, soleil). Skupina bojovníků a žen žádá, aby byl Šakta držen jako otrok, ale většina bojovníků žádá jeho smrt (sbor Pas de grâce!); dosáhnou toho, že má Šakta zemřít nazítří za východu slunce (posvátný pochod Que l'arrêt s'accomplisse). Probíhá slavnost a tančí se posvátné tance, dokud se nesetmí (tanec dívek, tanec bojovníků, repríza posvátného pochodu – balet). Poté, co se všichni rozejdou, vrací se Atala a odvazuje osamělého vězně; tentokrát s ním odchází.

### 2. dějství
Vesnice pokřtěných Indiánů, kde koná misii otec Aubry. Nově pokřtění zpívají děkovnou modlitbu (zpěv Aubryho a sbor Amis, l'horizon se colore… Toi qui demeures quand tout passe). Zcela vysílení Atala a Šakta přicházejí z lesa, kde je zastihla bouře. Otec Aubry a jeho křesťané je vítají s otevřenou náručí a Šakta se raduje a představuje si společnou budoucnost se svou zachránkyní (scéna Mais que vois-je? a zpěv Šakty Atala, chère bien aimée). Když Atala osamí, chce splnit slib kdysi daný matce, že se nikdy nevdá, a rozhoduje se zemřít (árie Ô pauvre ami, si tu savais). Šakta se vrací a vyptává se Ataly na důvody jejího smutku. Upozorňuje ji na z dálky zaznívající zpěv nápadníků, kteří si jdou hledat nevěsty, aby Atalu vytrhl z chmurných myšlenek (zpěv Šakty Là-bas, des fiancés, sbor Sous les ombrages de nos bois a duet Ataly a Šakty Ce sont des fiancés). Tu se znovu strhne bouře. Atala schoulená v Šaktově objetí již již podléhá jeho lásce, avšak zdá se jí, že v záři blesku zahlédne obraz své matky, která jí vyčítá zpronevěření se přísaze. Atala se otráví (duet Père-secourez-nous). Před smrtí vše vypráví jemu a otci Aubrymu (árie Ataly Prêtre, ma mère a fait un vœu). Otec Aubry ji dává útěchu a rozhřešení (scéna Élus de Dieu, qui dans vos mains). Když Atala vydechne naposledy v Šaktově náručí, modlí se otec Aubry za její duši (zpěv otce Aubryho a sboru za scénou Monte au séjour).